# لحم الكنغر

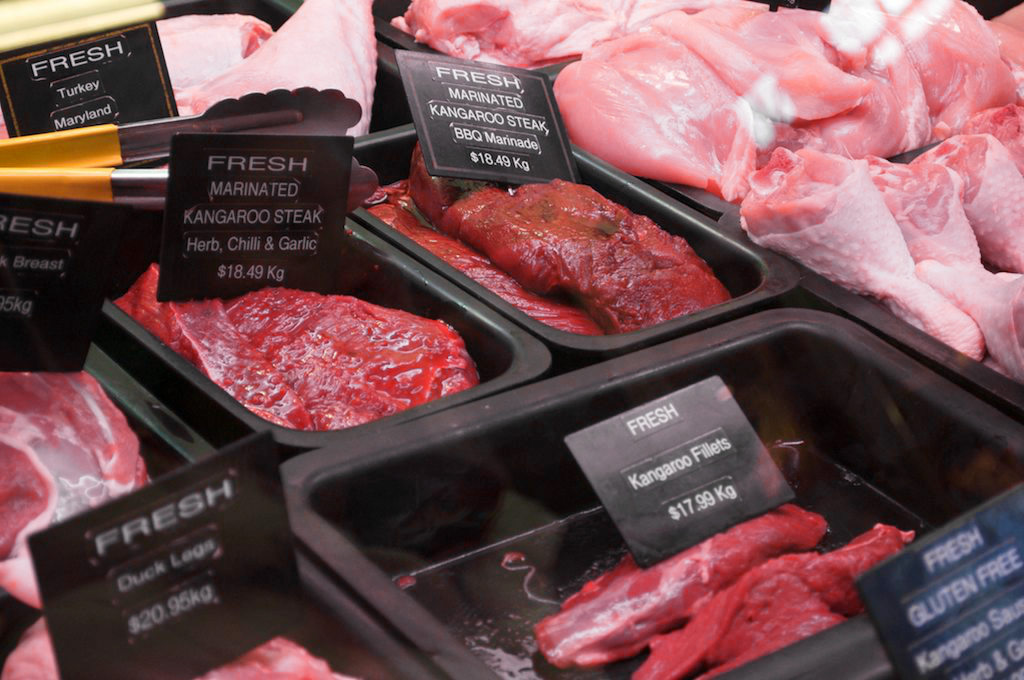
لحم الكنغر في سوق الملكة فيكتوريا في ملبورن

يتم إنتاج لحم الكنغر في أستراليا من حيوانات الكنغر البرية ويتم تصديره إلى أكثر من 60 سوقًا في الخارج.
يتم الحصول على لحم الكنغر من أنواع حيوانات الكنغر التي يتم حصادها في البرية. يتم حصاد الكنغر فقط في مناطق الحصاد المعتمدة, ويتم تحديد الحصص لضمان استدامة تجمعات الكنغر. ومع ذلك, فإن دقة الطرق المستخدمة لتقدير أعداد حيوانات الكنغر محل خلاف كبير. إذا اقتربت الأرقام من العتبات الدنيا, يتم إغلاق مناطق الحصاد حتى يتعافى السكان. تدعي صناعة حصاد الكنغر أن حيوان الكنغر يتم حصاده بواسطة رماة مرخصين وفقًا لقواعد الممارسة الصارمة لضمان معايير عالية لكل من الإنسانية ونظافة الطعام. ومع ذلك, هناك أدلة متزايدة تثبت أن الصناعة لا يمكن تنظيمها لأن الحيوانات تُطلق عليها النار ليلاً من البرية. في أكتوبر 2022, أعلنت RSPCA أنها تسحب المنتجات التي تحتوي على لحم الكنغر من أرففها بسبب "مخاوف بشأن الآثار المترتبة على رفاهية الحيوان في الحصول على هذه المنتجات" يتم فحص اللحوم التي يتم تصديرها من قبل خدمة الحجر الصحي والتفتيش الأسترالية (AQIS). في عام 1981, كشفت فضيحة استبدال اللحوم الأسترالية أن لحوم الكنغر التي تم تصنيفها عن قصد على أنها لحوم البقر قد تم تصديرها إلى الولايات المتحدة ودول أخرى.
كان الكنغر تاريخيًا مصدرًا أساسيًا للبروتين للأستراليين الأصليين. لحم الكنغر غني جدًا بالبروتين وقليل جدًا من الدهون (حوالي 2٪). يحتوي لحم الكنغر على نسبة عالية جدًا من حمض اللينوليك المترافق (CLA) عند مقارنته بالأطعمة الأخرى. يُعزى CLA إلى مجموعة واسعة من الفوائد الصحية. تتم معالجة لحم الكنغر أيضًا في طعام للحيوانات الأليفة. نظرًا لانخفاض محتواها من الدهون, لا يمكن طهي لحم الكنغر بنفس طريقة طهي اللحوم الحمراء الأخرى, وعادة ما يتم طهيها ببطء أو قليها سريعًا.

## طبخ
بسبب محتواها المنخفض من الدهون (1-2٪), لا يمكن طهي لحم الكنغر بنفس طريقة طهي اللحوم الحمراء الأخرى. يوصى بالطهي البطيء للكنغر أو القلي السريع.